# Adam Green (animateur)
Pour les articles homonymes, voir Adam Green (homonymie) et Green.
Adam Green est un animateur américain qui travaille pour les studios Disney.

## Filmographie
- 2008 : Horton
- 2008 : Star Wars : Le Pouvoir de la Force
- 2008 : Volt, star malgré lui
- 2009 : L'Âge de glace 3
- 2010 : Raiponce
- 2010 : Lutins d'élite, opération secret du Père Noël
- 2011 : Lutins d'élite, méchants contre gentils
- 2012 : Le Mariage de Raiponce
- 2012 : Les Mondes de Ralph
- 2012 : Paperman
- 2013 : À cheval ! chef de l’animation avec Eric Goldberg
- 2013 :   La Reine des neiges
- 2014 :   Les Nouveaux Héros